# 區湛森
區湛森（?—?），廣東省廣州府南海縣人，清朝政治人物、同進士出身。
光緒三年（1877年），参加丁丑科殿試，登進士三甲第76名。同年五月，授內閣中書。